# Kalvárie (Banská Bystrica)

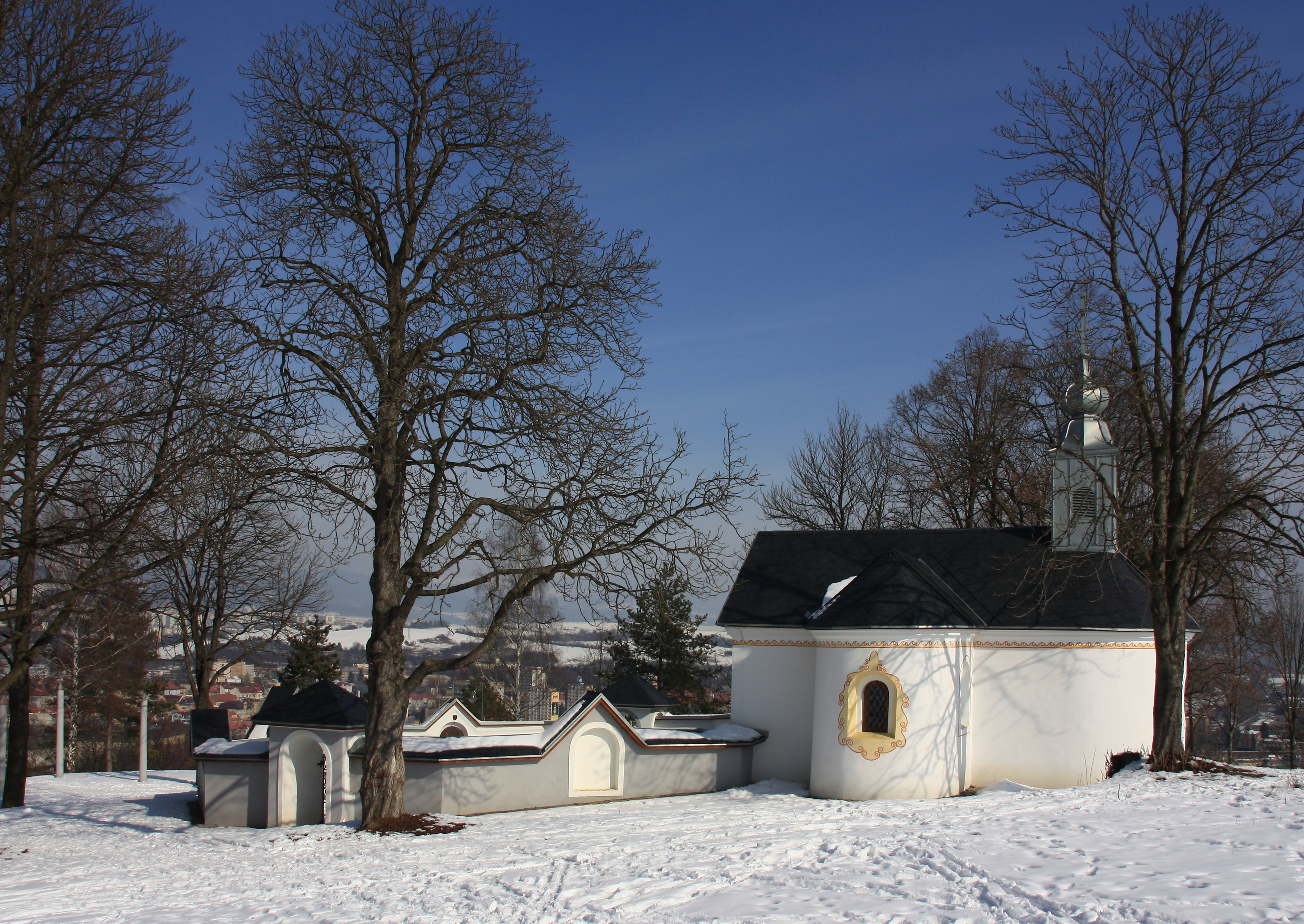
Kalvárie v Banské Bystrici - kostel v zimě

Banskobystrická kalvárie  se nachází na severovýchodním úpatí vrchu Urpín na okraji Banské Bystrice. Tvoří ji 8 kaplí křížové cesty, Kaple sv. Kříže a lipová alej.

## Historie
Vznik prvních staveb se datuje do druhé poloviny 17. století (historické prameny hovoří o roce 1689 ), kdy do Banské Bystrice přišli patří z řehole Tovaryšstva Ježíšova, kteří se výrazně přičinili o obrození katolické víry na tomto území. Obyvatelé města začali Kalvárii stavět v letech 1712–1713 a to Kapli Božího hrobu s malým nádvořím jako dík zato, že přežili morovou epidemii v roce 1710. Větší oprava Kalvárie byla zrealizována v letech 1902–1903, při které byla rozšířena Kalvárie o kamenný podstavec se železným křížem, plastikou ukřižovaného Krista a postavami Panny Marie, sv. Jana a Máří Magdalény pod křížem.
Duchovní správu nad Kalvárií mají na starosti mniši z Řádu bosých karmelitánů.